# Prosadenoporus mortoni
Prosadenoporus mortoni är en djurart som tillhör fylumet slemmaskar, och som först beskrevs av Gibson 1990.  Prosadenoporus mortoni ingår i släktet Prosadenoporus och familjen Prosorhochmidae. Inga underarter finns listade i Catalogue of Life.